# سگ‌ها و آدم‌ها
سگ‌ها و آدم‌ها فیلمی به کارگردانی و نویسندگی علی‌محمد قاسمی ساختهٔ سال ۱۳۹۶ است.

## داستان
در ارتفاعات کوهستانی و جنگلی شمال ایران، در میان مه، یک خطای فاحش قصه‌ای عاشقانه را به هم می‌ریزد. خانواده از هم می‌پاشد، نسل پیرتر قادر به کمک به نسل جوان‌تر نیست، نسل پیر سرخورده از روزگار، خانه‌نشین و دردمند و نسل جوان بی‌تجربه، راه و رسم و آئین دیگری برای زندگی می‌جوید. هزینه جبران خطا، چیزی نیست جز گمگشتگی، ویرانی و دیوانگی.